# Mamo Wolde
Demisse « Mamo » Wolde, né le 12 juin 1932 à Diri Jille et décédé le 26 mai 2002 à Addis-Abeba, est un athlète éthiopien, pratiquant le marathon.

## Biographie
Il participe à ses premiers Jeux olympiques d'été lors des jeux de 1956 à Melbourne sur 800 mètres et 1 500 mètres, ainsi que dans le relais 4 × 400 mètres. Puis, lors des Jeux olympiques d'été de 1964 de Tokyo, il échoue au pied du podium avec une quatrième place sur 10 000 mètres. Au cours des mêmes Jeux, il participe au marathon, compétition qu'il ne termine pas.
Il revient pour les Jeux olympiques d'été de 1968 de Mexico à l'âge de 36 ans où il s'empare d'une première médaille d'argent sur 10 000 mètres avant de remporter le titre olympique lors du marathon. Pour ses derniers jeux, en 1972 à Munich, il décroche la médaille de bronze du marathon à 40 ans.

## Palmarès

### Jeux olympiques d'été
- Jeux olympiques d'été de 1968 à Mexico ( Mexique)
  -  Médaille d'argent sur 10 000 m
  -  Médaille d'or sur le marathon
- Jeux olympiques d'été de 1972 à Munich ( Allemagne de l'Ouest)
  -  Médaille de bronze sur le marathon